# Camillo Golgi
Camillo Golgi (Corteno, 7 juli 1843 – Pavia, 21 januari 1926) was een Italiaans arts, bekend om zijn onderzoek naar het centrale zenuwstelsel en malaria.

## Biografie
Golgi werd geboren in Corteno nabij Brescia als zoon van de arts Alessandro Golgi. Hij studeerde medicijnen aan de Universiteit van Pavia, waar hij in 1865 afstudeerde. Hierna werkte hij in het St. Matteoziekenhuis van Pavia. In 1881 werd hij hoogleraar Pathologie aan de universiteit van Pavia, waar hij de oorzaken van malaria bestudeerde. Kort daarna trouwde hij met Donna Lina Aletti en vestigde zich in Pavia. In 1906 ontving hij samen met Santiago Ramón y Cajal de Nobelprijs voor zijn werk aan de structuur van het zenuwstelsel. 

## Werk
Zijn belangrijkste werk was gericht op het centrale zenuwstelsel. Hij ontdekte een methode om zenuwweefsel te kleuren met zilverchromaat die het mogelijk maakte om individuele neuronen zichtbaar te maken, waarbij zowel het cellichaam, de uitlopers (dendrieten en axonen) als de synaptische contactpunten (ook wel spines genoemd) zwart gekleurd worden. Deze kleuring wordt nog steeds gebruikt en wordt golgikleuring genoemd, naar zijn bedenker. (Ook de benaming 'reazione nera' wordt wel gebruikt vanwege het zwart worden van de neuronen.)
Andere ontdekkingen van Golgi zijn een speciaal sensorisch orgaantje in de pezen van spieren en het golgiapparaat, een organel in cellen dat verantwoordelijk is voor het verwerken en het sorteren van eiwitten en enzymen. Zijn werk aan malaria toonde de parasiet aan die betrokken is bij malaria, en hij beschreef de bijbehorende typen koortsen.
Hoewel hij reeds op leeftijd was diende hij tijdens de Eerste Wereldoorlog in een militair ziekenhuis in Pavia waar hij een neuro-pathologisch en mechano-therapeutisch centrum creëerde voor de studie en behandeling van externe zenuwletsels en voor de rehabilitatie van gewonden.